# Represa Jundiaí
A Represa Jundiaí é formada pela barragem localizada no rio Jundiaí, no município de Mogi das Cruzes, estado de São Paulo.

## Características
Inicialmente projetada com a finalidade de controle da vazão do rio Tietê, foi inaugurada no ano de 1992. Pertence ao Departamento de Águas e Energia Elétrica (DAEE) e faz parte do Sistema Alto Tietê da Companhia de Saneamento Básico do Estado de São Paulo (SABESP) para o abastecimento de água da Região Metropolitana de São Paulo. 
A barragem possui uma altura de 23 metros e seu reservatório possui uma área inundada de 1.080,99 hectares, com capacidade de 74,093 milhões de metros cúbicos de água. 